# Campeonato Femenino Sub-17 de la Concacaf de 2013
El Campeonato Femenino Sub-17 de la Concacaf de 2013 fue la IV edición oficial del torneo de fútbol en el cual participaron selecciones con jugadoras menores de 17 años donde la fase final incluyó equipos de Norteamérica (Estados Unidos, Canadá y México) así como dos de Centroamérica y 3 equipos del Caribe, se realizó en Jamaica; entre el 30 y el 9 de noviembre de 2013, en la ciudad de Montego Bay que sirvió como clasificatorio a dos equipos de la Concacaf más la clasificada Costa Rica la cual es la anfitrión, los cuales, asistirán a la Copa Mundial Femenina de Fútbol Sub-17 de 2014 que se disputará del 12 de septiembre hasta el 13 de octubre en Costa Rica.

## Equipos participantes
| CFU - Haití - Jamaica - Trinidad y Tobago |  | UNCAF - El Salvador - Guatemala |  | Clasificados automáticamente - Canadá - Estados Unidos - México |

## Grupos

### Grupo A
| Equipo      | Pts. | PJ | PG | PE | PP | GF | GC | Dif |
| ----------- | ---- | -- | -- | -- | -- | -- | -- | --- |
| Jamaica     | 7    | 3  | 2  | 1  | 0  | 6  | 1  | 5   |
| México      | 5    | 3  | 1  | 2  | 0  | 9  | 2  | 7   |
| El Salvador | 3    | 3  | 1  | 0  | 2  | 1  | 9  | -8  |
| Haití       | 1    | 3  | 0  | 1  | 2  | 1  | 5  | -4  |

| 30 de octubre de 2013 | México             | 1:1 (0:1) | Haití              | Estadio Catherine Hall Sports, Montego Bay, Jamaica |                             |
|                       | Vanessa Flores 63' | Reporte   | Batcheba Louis 43' | Árbitro(s): Christine Unkel                         | Árbitro(s): Christine Unkel |

| 30 de octubre de 2013 | Jamaica                   | 2:0 (1:0) | El Salvador | Estadio Catherine Hall Sports, Montego Bay, Jamaica |                            |
|                       | Asia Lee-Fattt 45+3', 53' | Reporte   |             | Árbitro(s): Sheena Dickson                          | Árbitro(s): Sheena Dickson |

| 1 de noviembre de 2013 | El Salvador | 0:7 (0:4) | México                                                                                         | Estadio Catherine Hall Sports, Montego Bay, Jamaica |                             |
|                        |             | Reporte   | Jaqueline García 15', 56' · Belén Cruz 20' · Janae González 27', 54', 59' · Cinthia Huerta 33' | Árbitro(s): Annia Navarrete                         | Árbitro(s): Annia Navarrete |

| 1 de noviembre de 2013 | Jamaica                                      | 3:0 (1:0) | Haití | Estadio Catherine Hall Sports, Montego Bay, Jamaica |                            |
|                        | Asia Lee-Fattt 9' · Jessica Johnson 53', 62' | Reporte   |       | Árbitro(s): Charles Kirton                          | Árbitro(s): Charles Kirton |

| 3 de noviembre de 2013 | Haití | 0:1 (0:1) | El Salvador            | Estadio Catherine Hall Sports, Montego Bay, Jamaica |                           |
|                        |       | Reporte   | Alejandra Alvayero 89' | Árbitro(s): Lesbia García                           | Árbitro(s): Lesbia García |

| 3 de noviembre de 2013 | Jamaica                | 1:1 (1:1) | México          | Estadio Catherine Hall Sports, Montego Bay, Jamaica |                             |
|                        | Felicia Davidson 45+1' | Reporte   | Betzy Cuevas 9' | Árbitro(s): Christine Unkel                         | Árbitro(s): Christine Unkel |

### Grupo B
| Equipo            | Pts. | PJ | PG | PE | PP | GF | GC | Dif |
| ----------------- | ---- | -- | -- | -- | -- | -- | -- | --- |
| Estados Unidos    | 9    | 3  | 3  | 0  | 0  | 17 | 0  | 17  |
| Canadá            | 6    | 3  | 2  | 0  | 1  | 19 | 2  | 17  |
| Guatemala         | 3    | 3  | 1  | 0  | 2  | 7  | 15 | -18 |
| Trinidad y Tobago | 0    | 3  | 0  | 0  | 3  | 0  | 26 | -26 |

| 31 de octubre de 2013 | Canadá | 8:0 (3:0) | Guatemala | Estadio Catherine Hall Sports, Montego Bay, Jamaica |                              |
|                       | Marie-Mychèle Métivier 10', 40' · Emily Borgmann 26' · Jessie Fleming 56' · Marie Levasseur 58', 88' · Nadya Gill 80', 86' | Reporte   |           | Árbitro(s): Francia Gonzalez                        | Árbitro(s): Francia Gonzalez |

| 31 de octubre de 2013 | Trinidad y Tobago | 0:8 (0:3) | Estados Unidos | Estadio Catherine Hall Sports, Montego Bay, Jamaica |                                |
|                       |                   | Reporte   | Mallory Pugh 32', 81' · Anika Rodríguez 38' · Marley Canales 42' · Madison Haley 52' · Civana Kuhlmann 77' · Zoe Morse 82' · Natalie Jacobs 89' | Árbitro(s): Gillian Martindale                      | Árbitro(s): Gillian Martindale |

| 2 de noviembre de 2013 | Canadá | 11:0 (7:0) | Trinidad y Tobago | Estadio Catherine Hall Sports, Montego Bay, Jamaica |                         |
|                        | Marie-Mychèle Métivier 7', 21', 54' · Emily Borgmann 14', 45', 59' · Jessie Fleming 36' · Marie Levasseur 41', 42' · Nadya Gill 77', 80' | Reporte    |                   | Árbitro(s): Mirian Leon                             | Árbitro(s): Mirian Leon |

| 2 de noviembre de 2013 | Estados Unidos                                                                                 | 7:0 (1:0) | Guatemala | Estadio Catherine Hall Sports, Montego Bay, Jamaica |                           |
|                        | Zoe Redel 21', 32', 36', 49' · Dorian Bailey 84' · Gabriella Carreiro 88' · Kelcie Hedge 90+1' | Reporte   |           | Árbitro(s): Melisa Borjas                           | Árbitro(s): Melisa Borjas |

| 4 de noviembre de 2013 | Guatemala | 7:0 (2:0) | Trinidad y Tobago | Estadio Catherine Hall Sports, Montego Bay, Jamaica |                              |
|                        | Madelyn Ventura 17', 74', 75' · Kelsie Castellanos 25' · Jeniffer Barrios 56' · Aisha Solorzano 67' · Laurent Markwith 90+1' | Reporte   |                   | Árbitro(s): Francia Gonzalez                        | Árbitro(s): Francia Gonzalez |

| 4 de noviembre de 2013 | Estados Unidos                   | 2:0 (1:0) | Canadá | Estadio Catherine Hall Sports, Montego Bay, Jamaica |                              |
|                        | Zoe Redel 36' · Mallory Pugh 62' | Reporte   |        | Árbitro(s): Cardella Samuels                        | Árbitro(s): Cardella Samuels |

### Fase Final
|  | Semifinales            | Semifinales            |       |                | Final                  | Final                  |  |
|  | 7 de noviembre de 2013 | 7 de noviembre de 2013 |       |                | 9 de noviembre de 2013 | 9 de noviembre de 2013 |  |
|  |                        |                        |       |                |                        |                        |  |
|  |                        |                        |       |                |                        |                        |  |
|  | Estados Unidos         | 1 (2)                  |       |                |                        |                        |  |
|  | México (p.)            | 1 (4)                  |       |                |                        |                        |  |
|  |                        |                        |       |                |                        |                        |  |
|  |                        |                        |       |                |                        |                        |  |
|  |                        |                        |       |                | México (p.)            | 0 (4)                  |  |
|  |                        | Canadá                 | 0 (2) |                |                        |                        |  |
|  |                        |                        |       |                |                        |                        |  |
|  |                        |                        |       |                |                        |                        |  |
|  |                        |                        |       |                | Tercer lugar           |                        |  |
|  |                        |                        |       |                |                        |                        |  |
|  | Jamaica                | 0                      |       | Estados Unidos | 8                      |                        |  |
|  | Canadá                 | 5                      |       |                | Jamaica                | 0                      |  |

#### Semifinales
| 7 de noviembre de 2013 | Estados Unidos                                             | 1:1 (1:1) (2:4 p.)         | México                                                      | Estadio Catherine Hall Sports, Montego Bay, Jamaica |                           |
|                        | Madison Haley 27'                                          | Reporte                    | Briana Woodall 5'                                           | Árbitro(s): Melisa Borjas                           | Árbitro(s): Melisa Borjas |
|                        |                                                            | Tiros desde el punto penal |                                                             |                                                     |                           |
|                        | Taylor Racioppi · Tegan McGrady · Mallory Pugh · Zoe Morse |                            | Rebeca Bernal · Eva González · Miriam García · Arlett Tovar |                                                     |                           |

| 7 de noviembre de 2013 | Jamaica | 0:5 (0:3) | Canadá | Estadio Catherine Hall Sports, Montego Bay, Jamaica |                         |
|                        |         | Reporte   | Marie-Mychèle Métivier 4' · Emily Borgmann 27' · Jessie Fleming 30' · Sarah Kinzner 48' · Marie Levasseur 70' | Árbitro(s): Mirian Leon                             | Árbitro(s): Mirian Leon |

#### Tercer Lugar
| 9 de noviembre de 2013 | Estados Unidos                                                                                                  | 8:0 (5:0) | Jamaica | Estadio Catherine Hall Sports, Montego Bay, Jamaica |                            |
|                        | Taylor Otto 3', 40' · Madison Haley 13', 53' · Mallory Pugh 25', 26' · Marley Canales 84' · Civana Kuhlmann 90' | Reporte   |         | Árbitro(s): Sheena Dickson                          | Árbitro(s): Sheena Dickson |

#### Final
| 9 de noviembre de 2013 | México                                                                       | 0:0 (4:2 p.) | Canadá                                                                | Estadio Catherine Hall Sports, Montego Bay, Jamaica |                              |
|                        |                                                                              | [http://concacaf.globalsportsmedia.com/page.php?sport=soccer&language_id=es&page=tournament&view=match&match_id=1262288 (enlace roto disponible en Internet Archive; véase el historial, la primera versión y la última). Reporte] |                                                                       | Árbitro(s): Cardella Samuels                        | Árbitro(s): Cardella Samuels |
|                        |                                                                              | Tiros desde el punto penal |                                                                       |                                                     |                              |
|                        | Rebeca Bernal · Eva González · Miriam García · Aylin Villalobos · Belén Cruz | | Simmrin Dhaliwal · Sarah Kinzer · Marie Levasseur · Sarah Stratigakis |                                                     |                              |

|                            |
| Bandera de México          |
| Campeón México 1.er título |

## Clasificados aCosta Rica 2014
| Bandera de Canadá | Bandera de Costa Rica  | Bandera de México |
| Canadá            | Costa Rica (Anfitrión) | México            |

## Premios
| Premio        |  | Jugadora               | Selección |
| ------------- |  | ---------------------- | --------- |
| Balón de Oro  |  | Jessie Fleming         | Canadá    |
| Bota de Oro   |  | Marie-Mychèle Métivier | Canadá    |
| Guante de Oro |  | Rylee Foster           | Canadá    |